# Sinone
Sinone (in greco antico: Σινών?, Sinon) era figlio di Esimo, nipote di Autolico e cugino di Ulisse, con il quale prese parte alla guerra di Troia e al viaggio verso Itaca.  

## Il mito

### Sinone nella guerra di Troia
Sinone ha un ruolo di primo piano nelle vicende che portarono alla caduta della città:  egli infatti si fece appositamente prendere prigioniero dai Troiani, e una volta catturato riuscì a convincerli ad introdurre dentro le mura il famoso cavallo di legno che i Greci avevano costruito simulando l'intenzione di volerlo offrire in segno di riconciliazione e di espiazione. I Troiani, anche se avvertiti da Laocoonte si lasciarono convincere e accolsero il cavallo entro le mura; ma nel cuore della notte lo stesso Sinone fece uscire i Greci che si erano nascosti nel ventre della statua dando inizio alla conquista della città. 

### La morte
Sinone morì nel viaggio di ritorno a Itaca, nello stretto di Scilla e Cariddi.

## Nella letteratura
Sinone è anche uno dei protagonisti del XXX canto dell'Inferno di Dante Alighieri, condannato nell'ottavo cerchio nella decima bolgia dei falsari. In questo episodio della Divina Commedia, Sinone viene presentato a Dante dal compagno di pena Mastro Adamo, il quale svela al poeta fiorentino che Sinone in vita mentì sulla vera natura del Cavallo di Troia; sentendosi offeso, Sinone sferra un pugno sull'enorme stomaco di Mastro Adamo, il quale gli restituisce il colpo in pieno viso. Dopo questa scena, seguono delle dure accuse reciproche, rinfacciandosi dei peccati che li hanno portati alla dannazione ed al tormento eterno.